# Prooncholaimus aransas
Prooncholaimus aransas är en rundmaskart som beskrevs av Benjamin G. Chitwood 1951. Prooncholaimus aransas ingår i släktet Prooncholaimus och familjen Oncholaimidae. Inga underarter finns listade i Catalogue of Life.